# Piz Languard
Il Piz Languard (3.262 m s.l.m.) è una montagna delle Alpi Retiche occidentali (sottosezione Alpi di Livigno).

## Descrizione
Si trova in Svizzera (Canton Grigioni) nell'Engadina. Si può salire sulla vetta partendo da Pontresina e passando dalla Georgy Hutte (3.186 m). Dalla vetta si gode del panorama sul massiccio del Bernina.